# Feira de antiguidades do MASP

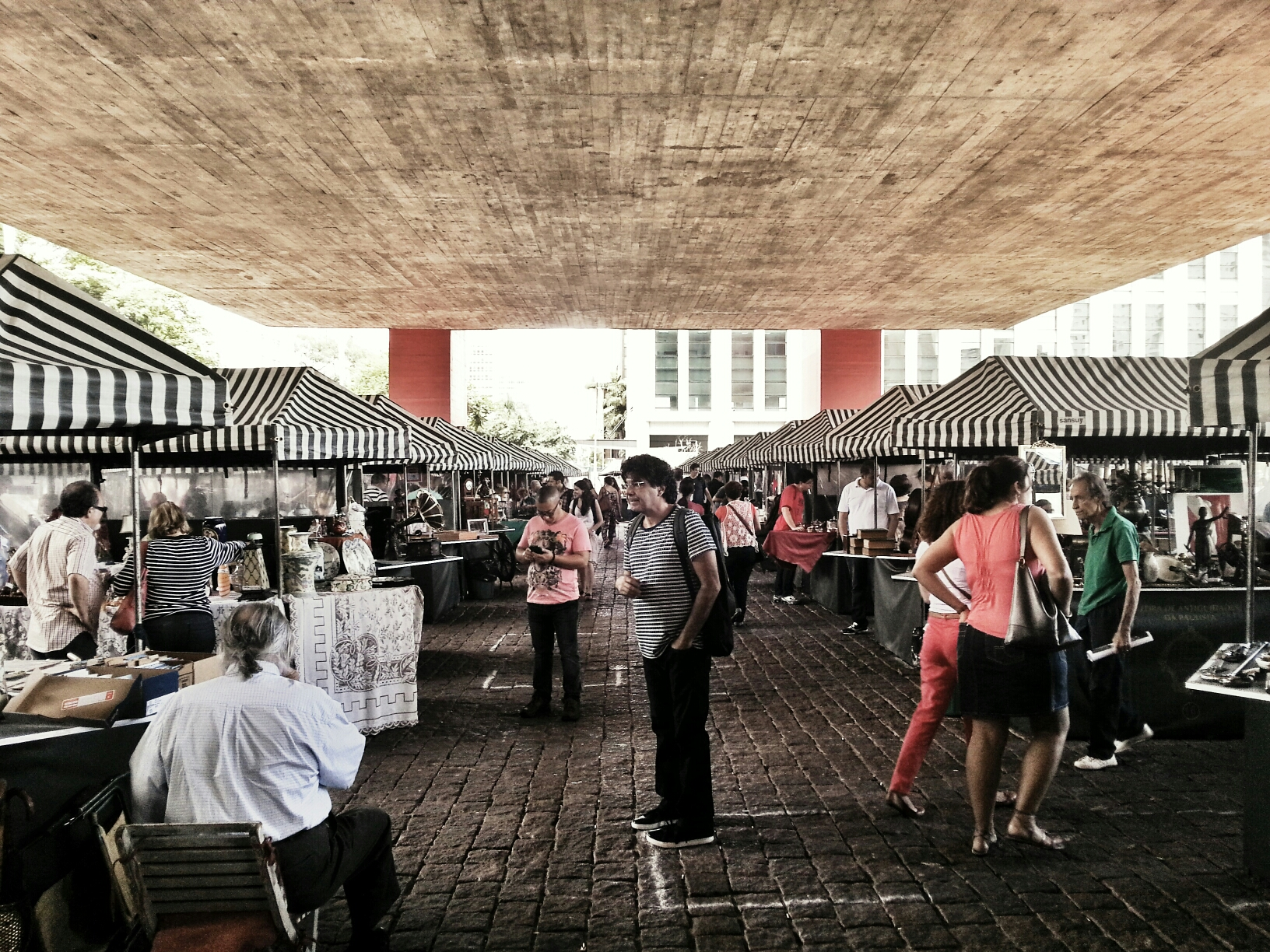
Feira de Antiguidades do MASP

A Feira de Antiguidades do Museu de Arte de São Paulo popularmente chamada de Feira do MASP é uma feira que ocorre aos domingos na cidade de São Paulo, especificamente sob o vão do Museu de Arte de São Paulo (MASP), na qual são vendidos de objetos antigos e destinados ao colecionismo. É considerado um ponto turístico importante do centro da cidade de São Paulo, sendo muitas vezes compreendida como uma extensão do Museu, em razão da riqueza de suas coleções que comercializam peças de caráter histórico e/ou vintage. 

## Estrutura e Funcionamento
A Feira do Masp possui estrutura similar ao de um mercado de pulgas consistindo em um aglomerado de barracas e brechós na qual comerciantes negociam, num geral, artigos antigos, usados ou de fabricação artesanal, geralmente feito pelo próprio vendedor. 
Os negociantes fazem parte da Associação Brasileira de Antiquários (ABA) , sendo autorizados pelo Decreto Municipal 16.098/79  a operar na área sob o Museu de Arte de São Paulo aos domingos, entre as 8 às 17 horas. Todavia, o Decreto que a instituiu também prevê que a feira poderá ser suspensa, por uma ou mais semanas, mediante interesse público para tanto. Existem cerca de cem expositores, todos eles sócios da ABA, que realizam comércio na feira, sendo cadastrados pela Prefeitura de São Paulo. 